# Multi Multi
Multi Multi (do 14 czerwca 2009 Multi Lotek) – polska gra liczbowa, polegająca na wytypowaniu od 1 do 10 liczb oraz ustaleniu wybranej przez siebie wielokrotności (od 1 do 10 razy) stawki podstawowej zakładu. Wytypowane liczby są następnie porównywane z wylosowanymi przez maszynę losującą. Losowanie odbywa się dwa razy dziennie. Obydwa są prezentowane na stronie internetowej. Wieczorne losowania są również emitowane w TVP3.
Organizatorem gry jest Totalizator Sportowy.

## Historia

### Multi Lotek
Multi Lotek powstał jako odpowiednik Keno. Debiutował w Polsce 18 marca 1996. Jego wejście na rynek zbiegło się z rozpoczęciem nadawania losowań w Polsacie. Tego dnia wylosowano liczby: 4, 9, 10, 16, 21, 22, 23, 26, 27, 34, 35, 41, 42, 48, 62, 66, 68, 73, 76 i 78.
Wprowadzenie codziennej gry liczbowej było możliwe dzięki przejściu na system online. Przygotowania do nowej gry rozpoczęły się na początku 1995 roku. Wzorem innych krajów planowano pierwotnie nazywać ją – Keno. Zwyciężył jednak pomysł nadania nazwy odzwierciedlającej charakter gry. Padały pomysły Multilotto, MaxLotek. Ostatecznie jednak zwyciężyła nazwa Multi Lotek – oznaczająca „wiele lotków”, ponieważ składa się ona tak jakby z 10 różnych gier, w których można typować liczby z podanego zbioru. Grający sam decyduje, w której z nich chce uczestniczyć.
Wykorzystana została zachodnioniemiecka maszyna losująca typu HBS/RFN/1973 r., wcześniej używana w losowaniach Dużego Lotka, Super Lotka i Zakładów Specjalnych. Zestaw kul zakupiono w RFN od producenta maszyny. Początkowo kule miały następujące kolory: 1–9 – czerwony, 10–19 – zielony, 20–29 – złoty, 30–39 – niebieski, 40–49 – żółty, 50–59 – srebrny, 60–69 – biały, 70–79 – bordo, 80 – pomarańczowy. Wymiana maszyny losującej z tzw. łapą na nowe „urządzenie podciśnieniowe” produkcji amerykańskiej typu Smartplay Saturn oraz kul na jednolity żółty kolor nastąpiła 5 października 1997. Poprzedni model maszyny losującej został użyty jeszcze 1 października 2002.
Przez pierwszy rok losowania odbywały się tylko cztery razy w tygodniu: w poniedziałek, wtorek, czwartek i piątek. 19 września 1997 zainaugurowano losowania niedzielne, by od 18 marca 1999, po wprowadzeniu losowań środowych i sobotnich dać graczom możliwość gry codziennej, również w święta.
27 października 2006 nastąpiło podwyższenie stawki w Multi Lotku z 1,25 zł na 2,50 zł (2 zł + 25% dopłaty na sport i kulturę).
8 października 2007 dołączona została nowa opcja gry, nazwana Multi Lotek Plus. Liczba Plus miał być ostatnią liczbą w kolejności losowania. Dzięki temu maksymalna wygrana w Multi Lotka wynosiła 25 milionów złotych przy wybraniu opcji „Plus” i przy dziesięciokrotnej stawce. Opcja „Plus” kosztowała 5 zł. Pierwszą, historyczną liczbą Plus wylosowaną 8 października 2007 była 68.
8 marca 2008 doszło do awarii maszyny losującej, w wyniku której wylosowane kule wypadały z maszyny.

### Multi Multi
15 czerwca 2009 w celu zwiększenia przychodów firmy zakończono loterie Multi Lotek oraz Multi Lotek Plus i wprowadzono na ich miejsce gry Multi Multi i Multi Multi Plus, których losowania odbywały się dwa razy dziennie o 14:00 i 22:00. Po raz pierwszy użyto w tym losowaniu nowej maszyny losującej Editec-WinTV Venus produkcji francuskiej. W dniu 24 października 2009 w wyniku awarii maszyny losującej, polegającej na niezablokowaniu urządzenia po wylosowaniu dwudziestu kul i wylosowaniu dodatkowej dwudziestej pierwszej kuli, została ona wycofana. W kolejnych losowaniach powrócono do poprzedniej używanej w Multi Lotku (Smartplay Saturn).
Od 15 czerwca 2009 wprowadzono możliwość oglądania losowań na żywo poprzez internet na stronie lotto.pl. Losowanie o 22:00 było również w dalszym ciągu transmitowane przez Polsat. Po przejęciu telewizyjnych transmisji losowań przez TVP Info w styczniu 2010 wieczorne losowania przesunięte zostały na 22:15. Do 30 kwietnia 2013 w telewizji transmitowane były tylko wieczorne losowania wtorkowe, czwartkowe i sobotnie. Od 1 maja 2013 wieczorne losowania transmitowane w TVP 3 codziennie o 22:00 .
Obecnie losowania gry liczbowej Multi Multi organizowane są dwa razy dziennie przez 7 dni w tygodniu o godzinie 14:00 i 22:00.
Od 15 lipca 2019 w Multi Multi można również zagrać online kupując zakłady na oficjalniej stronie internetowej.

## Zasady gry w Multi Multi
W Multi Multi losowanych jest 20 z 80 liczb. Każdy gracz może wytypować od 1 do 10 liczb. Szansa na wygraną i jej wysokość zależą od tego, ile liczb się wybierze. Przy trafieniu 10 z 10 liczb, gracz otrzymuje wygraną powiększoną o Bonus, czyli kumulującą się kwotę, której wartość może sięgnąć nawet kilka milionów złotych. W Multi Multi można wybrać także opcję Plus, która dodatkowo powiększa wygraną. Plusem jest ostatnia z 20 wylosowanych liczb.
Totalizator Sportowy, w pewnych przypadkach (patrz § 16 regulaminu) dla trafionych 10/10, 9/9 i 8/8 liczb, może uchylić się od wypłaty pełnej kwoty wygranej.

## Największe wygrane
| Miejsce | Data                 | Wygrana w zł    | Dodatkowe informacje                                   |
| ------- | -------------------- | --------------- | ------------------------------------------------------ |
| 1       | 25 czerwca 2015      | 7 548 929,10 zł | Wygrana padła w Luboniu (woj. wielkopolskie)           |
| 2       | 13 października 2014 | 3 609 917,30 zł | Wygrana padła w Starogardzie Gdańskim (woj. pomorskie) |
| 3       | 2 sierpnia 2014      | 3 109 085,10 zł | Wygrana padła w Zawichoście (woj. świętokrzyskie)      |
| 4       | 11 lipca 2017        | 2 968 436,70 zł | Wygrana padła w Mławie (woj. mazowieckie)              |
| 5       | 13 września 2010     | 2 955 479,40 zł | Wygrana padła w Grudziądzu (woj. kujawsko-pomorskie)   |

## Prawdopodobieństwo wygranej
Prawdopodobieństwo trafienia 10 z 10 liczb z Plusem wynosi 1:17 823 422, czyli jest mniejsze niż głównej wygranej Lotto.
Prawdopodobieństwo trafienia dokładnie k liczb można obliczyć według wzoru:
{\displaystyle {\frac {{20 \choose k}\times {60 \choose K-k}}{80 \choose K}},}
gdzie:
{\displaystyle K} – liczba typowanych liczb,
{\displaystyle k} – liczba trafionych liczb.
Prawdopodobieństwo trafienia dokładnie k liczb w tym plusa można obliczyć według wzoru:
{\displaystyle {\frac {{19 \choose m}\times {61 \choose K-m}}{80 \choose K}}\times {\frac {{1 \choose 1}\times {60 \choose K-k}}{61 \choose K-m}}={\frac {{19 \choose m}\times {60 \choose K-k}}{80 \choose K}},}
gdzie:
{\displaystyle K} – liczba typowanych liczb,
{\displaystyle k} – liczba trafionych liczb,
{\displaystyle m} – jest równe {\displaystyle k-1.}
Szanse na trafienie wszystkich 10 zwycięskich liczb wynoszą 1 do 8 911 711. Prawdopodobieństwo trafienia nagrody pocieszenia (gdy gracz typuje 1 z 20 wylosowanych liczb) wynosi 1 do 4.